# 第五次霍乱大流行

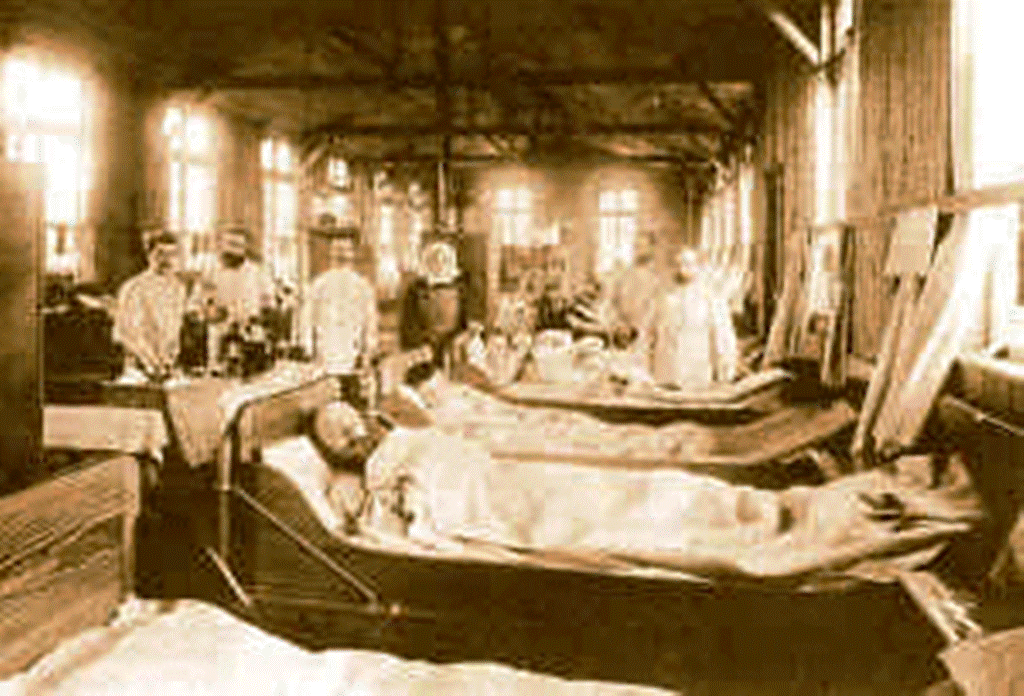
德国汉堡的一所医院收治霍乱患者（1892年）。

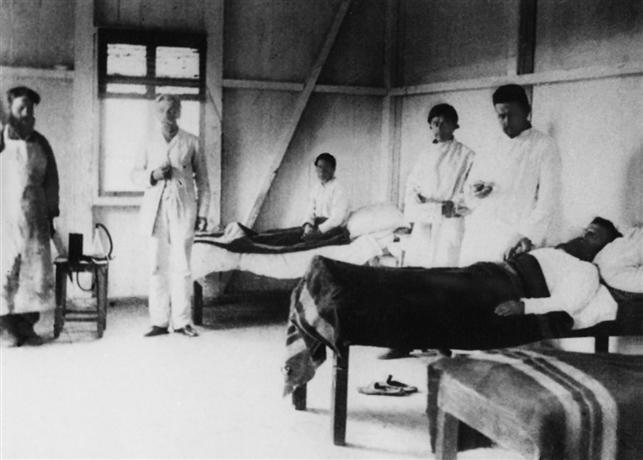
阿塞拜疆巴库的霍乱病患（1892年）。

第五次霍乱大流行（英文：Fifth cholera pandemic），是指于1881年-1896年间发生的霍乱大流行，是历史上第五次霍乱的大规模爆发。 此次霍乱大流行起源于印度孟加拉管辖区，传播到了亚洲、非洲、南美洲和欧洲部分地区（包括法国和德国）。
1887-1889年，日本有约9万人死于霍乱，而1893-1894年间，俄罗斯帝国有约20-30万人死于霍乱。 1892年，德国汉堡地区出现了霍乱疫情，但这也是此次大流行中欧洲大陆上唯一一次较大规模的爆发，大约造成了8,600人死亡。 值得注意的是，英国医生约翰·斯诺于第三次霍乱大流行期间发现了霍乱的致病机理，而英国和美国在此次大流行期间采取了相应的隔离措施，所以霍乱并未传播到英美。
1892年，法国犹太裔微生物学家沃尔德玛·哈夫金在巴斯德研究院发明了人类首支霍乱疫苗，并于1893-1896年在印度加尔各答地区成功了试行大规模接种。